# Хоравянка, Барбара
Барбара Хоравянка (пол. Barbara Horawianka; 14 мая 1930, Катовице, Катовицкий повет — 20 сентября 2024, Варшава, Варшава) — польская актриса театра, кино и телевидения.

## Биография
Барбара Хоравянка родилась 14 мая 1930 года в Катовице. Актёрское образование получила в театральнной студии в Кракове. Дебютировала в театре в 1951 году. Актриса театров в Кракове (Старый театр в 1954—1955, Театр имени Словацкого в 1955—1957), Лодзи (Новый театр в 1957—1963, 1974—1976) и Варшаве (Национальный театр в 1963—1966, Драматический театр в 1966—1974, 1976—1979, Театр на Воли в 1979—1985, Театр на Таргувку в 1985—1988, Польский театр в 1988—1990). Выступала в спектаклях «театра телевидения» с 1960 года.
Умерла в больнице Праски в Варшаве 20 сентября 2024 года в возрасте 94 лет.
Муж — актёр Мечислав Войт (1928—1991).

## Избранная фильмография
- 1955 — Часы надежды / Godziny nadziei — эпизод
- 1959 — Загадочный пассажир (Поезд) / Pociąg — жена Ежи
- 1960 — Крестоносцы / Krzyżacy — служанка Дануси
- 1961 — Сегодня ночью погибнет город / Dziś w nocy umrze miasto — блондинка в семье Зумпе
- 1961 — Минувшее время / Czas przeszly — Клара
- 1963 — Час пунцовой розы / Godzina pąsowej róży — Фелиция
- 1963 — Пассажирка / Pasażerka — узница-медсестра
- 1966 — Марыся и Наполеон / Marysia i Napoleon — королева Людвика
- 1967 — Ставка больше, чем жизнь / Stawka większa niż życie — Анне-Маре Элькен (только в 17-й серии)
- 1976 — Далеко от шоссе / Daleko od szosy — Веслава Поплавская, мать Ани
- 1968 — Привет, капитан / Cześć, kapitanie — капитан Орлик
- 1982 — Пансион пани Латтер / Pensja pani Latter — Эмма Латтер
- 1989 — Моджеевская / Modrzejewska — мать Моджеевской
- 1990 — Мария Кюри, почтенная женщина / Marie Curie. Une femme honorable — портниха
- 2009 — Публичный скандал / Zgorszenie publiczne — Вторцыно
- 2014 — Гражданин

## Признание
- Кавалер ордена Возрождения Польши (2013)[7].
- Серебряная медаль «За заслуги в культуре Gloria Artis» (2007)[8].
- Серебряный Крест Заслуги (1956).